# Kasihta
Kasihta (Cusitahs), jedno od plemena pravih Muskogee ili Lower Creek Indijanaca koje je do odlaska u Oklahomu u prvoj polovici 19. stoljeća obitavalo na istočnoj obali rijeke Chattahoochee, na području današnjeg okruga Chattahoochee u Georgiji i susjednoj Alabami. 
Poznatiji pripadnik plemena bio je Sapulpa (1824-1887), često naziovan Chief Sapulpa (iako to nije nikad bio), koji na Indijanski teritorij (današnja Oklahoma) dolazi 1850., i osniva trgovačku postaju na mjestu gdje se sastaju Polecat i Rock Creek, jednu milju od današnje Sapulpe. Grad će u njemu u čast biti prozvan njegovim imenom.

## Povijest
Nekadašnji grad Kasihta nalazio se 2 1/2 milje ispod Kawite, a njezini ogranci naselja pružaju se duž zapadne strane rijeke. Posjetio ga je De Soto 1540. godine, a Gentleman of Elvas (Fidalgo de Elvas) ga spominje pod imenom Casiste kao veliki grad. Godine 1799. smatran je najvećim gradom Lower Creeka, sadržavao je, 180 ratnika, a 1832. imao je 620 obitelji i 10 poglavica. Hawkins (Sketch, 58, 1843.) je 1799. opisao veliki stožasti humak, sa "starim gradom Cussetah" u njegovoj blizini, koji su kasnije naselili Chickasawi. Apatai, koji se, danas Upatoie, bio je podružnica sela. Narod Kasihta vjerovao je da potječe od sunca, a među njima je postojala zanimljiva migracijska legenda, koju je sačuvao Von Reck (vidi Gatschet, Creek Migr. Leg., i, 133-34, 1884), iz koje se čini da su Kawita su izvorno bili isti ljudi kao oni iz Kasihte, i da su se razdvojili u vrlo davna vremena. Cusseta, varijanta od Kasihta, sada je ime grada u Chambers co., Ala, a drugi je u okrugu Chattahoochee, Georgia. Distrikt u Creek Nationu, Oklahoma, nekoć se zvao Cuseta.

## Sela
Kasihte su imali desetak sela od kojih po imenu su poznata: 
- Apatai u okrugu Muskogee na Upatoi (nekada Upatoie) i Pine Knob Creeku u Georgiji,
- Salenojuh na rijeci Flint,
- Sicharlitcha (nepoznata lokacija; Swanton) ili Cussetaw 5 na Secharlitcha sa 76 obitelji (1832. godina) (vidi)
- Tallassee Town ili Cussetaw 3, možda u okrugu Schley ili Macon na rijeci zvanoj Opillikee Hatchee, s 56 obitelji.
- Tuckabatchee Harjo's Town ili Cussetaw 6 na Osenubba Hatchee s 96 obitelji (vidi)
- Tuskehenehaw Chooley's Town ili Cussetaw 7 u okrugu Troup blizu West Pointa s 147 obitelji (vidi).
- Cussetaw 1 na Little Euchee Creek sa 69 obitelji i 318 duša (vidi)
- Cussetaw 2 na Tolarnulkar Hatchee sa 144 obitelji (vidi)
- Cussetaw 4 na Chowwokolohatchee s 32 obitelji (vidi) i 118 duša.

## Vanjske poveznice
- KASIHTA (CUSSETA)  Arhivirana inačica izvorne stranice od 18. studenoga 2007. (Wayback Machine)